# Hobbemakade
De Hobbemakade in Amsterdam-Zuid is in 1898 vernoemd naar de 17e-eeuwse landschapsschilder Meindert Hobbema (1638-1709). Sinds 1880 is er ook een Hobbemastraat, die haaks ligt op de Hobbemakade. Tot 1898 heette de Hobbemakade ook Ruysdaelkade. 
Tot 1893, het jaar waarin het water werd gedempt, bestond er al een Hobbemakade op de plaats waar nu de Honthorststraat loopt en over het huidige Museumplein. 
De huidige Hobbemakade ligt langs de Boerenwetering; de overkant heet de Ruysdaelkade (De Pijp) en loopt van de Stadhouderskade tot aan de Reinier Vinkeleskade. De Ruysdaelkade vormt de oostelijke begrenzing van het Museumkwartier (Concertgebouwbuurt en Duivelseiland). De kade wordt gekruist door de Honthorststraat, Ruysdaelstraat, Balthasar Floriszstraat en Roelof Hartstraat. In het verlengde ligt de Stadionweg.
Belangrijkste gebouwen langs de Hobbemakade zijn het Rijksmuseumgebouw, het Zuiderbad en het Montessori Lyceum Amsterdam.
Onder de Boerenwetering ligt een waterkering, die de scheiding vormt tussen de Amstellandboezem en de Amsterdamse stadsboezem.